# Oonops oblucus
Oonops oblucus är en spindelart som beskrevs av Arthur M. Chickering 1972. Oonops oblucus ingår i släktet Oonops och familjen dansspindlar.
Artens utbredningsområde är Jamaica. Inga underarter finns listade i Catalogue of Life.